# Xiao'erjing

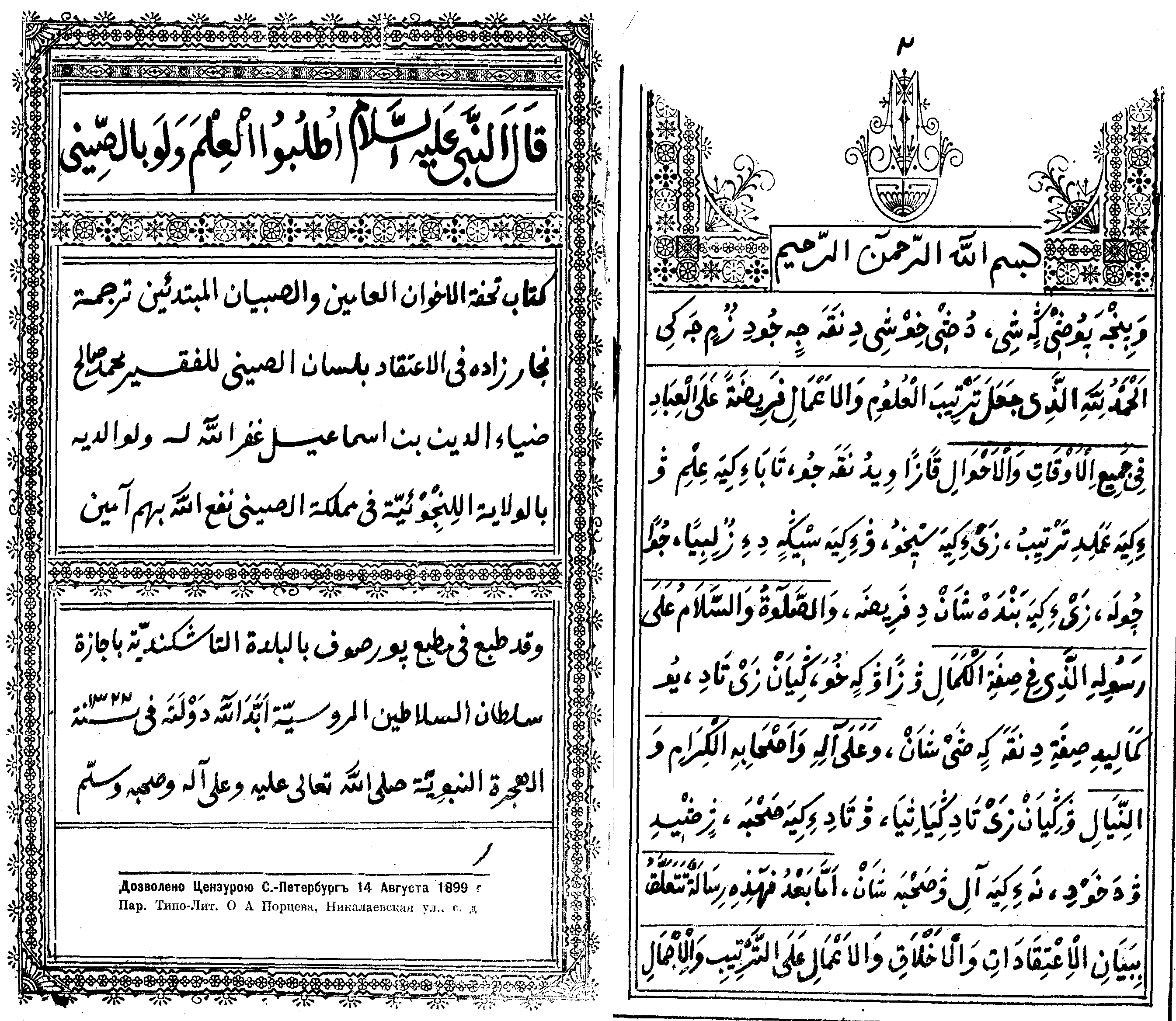
En tvåspråkig bok med arabiska till vänster, och kinesiska skriven med xiao'erjing till höger, utgiven i Tasjkent 1899.

Xiao'erjing (traditionell kinesiska: 小兒經?, förenklad kinesiska: 小儿经?, pinyin: Xiǎo'érjīng; شِيَوْ عَر دٍ), eller xiaojing är den variant av det arabiska alfabetet som används för att skriva kinesiska och andra sinitiska språk. Skriften är snarlik den som används för att skriva uiguriska. Xiao'erjing, som går under flera olika namn på olika språk, används främst av huifolk.
Skriften skiljer sig från vanlig arabiska genom några extra, egna tecken, några lån från persiskan, några modifierade tecken, samt i det att vokaltecken alltid skrivs ut.